# Gedonder in Bommelheide
 Gedonder in Bommelheide  is een verhaal uit de Belgische stripreeks Piet Pienter en Bert Bibber van Pom.
Het verhaal verscheen voor het eerst in Gazet Van Antwerpen van 3 september 1977 tot 19 december 1977 en als nummer 33 in de reeks bij De Vlijt.

## Personages
- Piet Pienter
- Bert Bibber
- Susan
- Professor Kumulus
- Knobbel
- Meneer Warwinkel
- Madam Klakson

## Albumversies
Gedonder in Bommelheide verscheen in 1977 als album 33 bij uitgeverij De Vlijt. In 1997 gaf uitgeverij De Standaard het album opnieuw uit.